# Метод удачных экспозиций

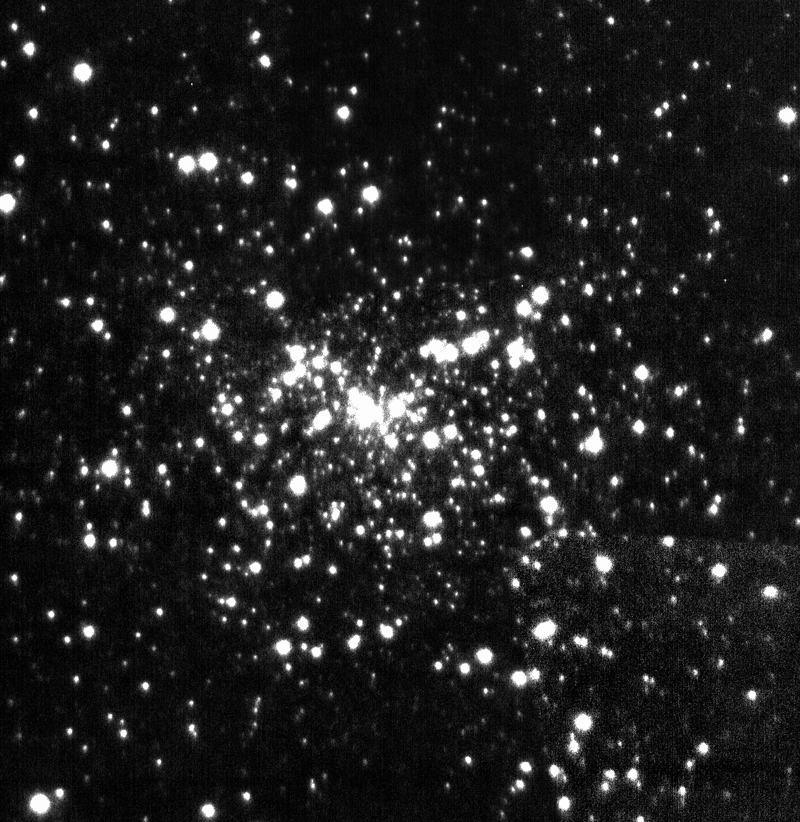
Изображение ядра шарового скопления М 15, полученное при помощи метода удачных экспозиций

Метод удачных экспозиций (англ. Lucky imaging или Lucky exposures) или метод коротких экспозиций — метод получения изображений (фотографий) в спекл-интерферометрии, фотографии и астрофотографии, 
позволяющий получать фотографии с улучшенным качеством и разрешающей способностью за счёт многократного фотографирования объекта и последующего отбора, обработки и специального сложения массива полученных фотографий. Основная цель метода - борьба с атмосферными оптическими искажениями возникающими из-за  турбулентности.
Является недорогой альтернативой "адаптивной оптике".

## Описание
В отличие от обычного фотографирования, при получении фотографий «методом удачных экспозиций» вместо одного кадра производится многократное фотографирование объекта и последующее сложение полученного ряда фотографий, но не всех, а только отобранных.
Для сложения используются кадры, наименее подвергнувшиеся воздействию атмосферных оптических искажений, менее "размазанные" (обычно около 10 % общего количества). Такие кадры отбираются и объединяются в одно изображение по «методу сдвига-сложения» (тоже один из методов применяемый в спекл-интерферометрии). Такая технология позволяет получать гораздо лучшее угловое разрешение изображения, по сравнению как с одиночной фотографией, имеющей выдержку равную суммарной выдержке синтезированной фотографии, содержащей все кадры складываемого массива, так и с  синтезированной фото, содержащей все кадры без отбора (с равной суммарной выдержкой).
В «Методе удачных экспозиций» в спекл-интерферометрии применяются высокоскоростные камеры с достаточно небольшим временем выдержки 
(не более 100 мс, т. е. 1/10 с, а лучше менее 1/100 с), позволяющие минимизировать эффект от изменений в земной атмосфере во время экспонирования.
Получаемые при помощи наземных телескопов изображения размыты из-за влияния турбулентности атмосферы. (Это явление различимо и невооружнным глазом и является причиной мерцания звёзд). Как правило для исследовательских программ астрономических наблюдений требуется угловое разрешение, превосходящее то, которое можно получить без какой-либо коррекции изображений на телескопах. «Метод удачных экспозиций» — один из методов, используемых для устранения размытия изображения объектов произошедшее в атмосфере.
При выборке менее 1 % от общего количества изначальных фотографий, данным методом можно достичь дифракционного предела даже на 2,5-метровых телескопах, улучшая разрешение как минимум в пять раз по сравнению с обычными системами.

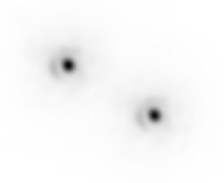
Дзета Волопаса на фотографии северного оптического телескопа, сделанной 13 мая 2000 года с использованием метода удачных экспозиций. (Кольца Эйри вокруг звёзд обусловлены дифракцией 2,56 -метрового телескопа.)
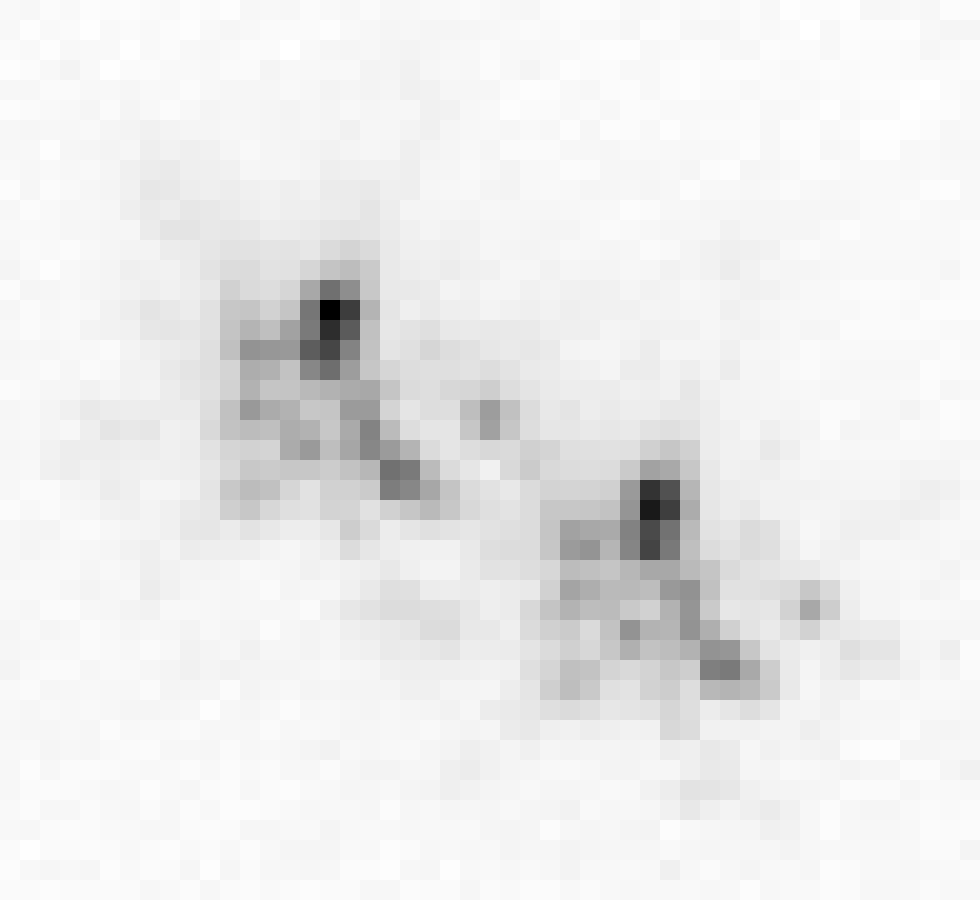
Типичное изображение с короткой выдержкой этой же двойной звезды, из набора данных того же телескопа, но без какой-либо спекл-интерферометрической обработки. Влияние земной атмосферы разбивает изображение каждой звезды на множество пятен.

## Объяснение работы метода на примере
Последовательность приведённых ниже изображений показывает, как работает метод удачных экспозиций. 
Из 50 000 изображений, снятых со скоростью 40 изображений в секунду, синтезировано пять различных изображений с длительной выдержкой. В дополнение к этому представлены два изображения с короткой выдержкой: одно очень низкого качества, другое — очень высокого. Объект на фото имеет ID J03323578+2843554 по астрономическому каталогу 2MASS. 
Север на изображениях сверху, восток — слева.
| LuckySingleExposureStrehl 3.5Percent   |  | Одиночное изображение низкого качества, не используется в методе удачных экспозиций. |
| Lucky Single Exposure Strehl 16Percent |  | Одиночное изображение очень высокого качества, отобранное для дальнейшей работы данным методом. |
|                                        |  | Усреднённое изображение, полученное на основе 50 000 снимков с короткой выдержкой, почти идентичное фотографии с 21-минутной выдержкой (50 000 кадров/40 секунд) в условиях низкой астрономической видимости. Выглядит как слегка вытянутое изображение обыкновенной звезды. Полуширина видимого диска составляет около 0,9 угловых секунд.    |
|                                        |  | Изображение на основе такого же количества снимков, барицентр каждого из которых сдвинут в одно и то же место. Это изображение подобно фотографии с большой выдержкой, скорректированной методами адаптивной оптики. Уже заметно больше подробностей (два объекта), чем на фотографии, полученной в условиях низкой астрономической видимости. |
|                                        |  | Усреднённое изображение, полученное на основе 25 000 наиболее качественных снимков (50 % всей выборки) с короткой выдержкой после их сдвига таким образом, чтобы наиболее яркий пиксель каждого снимка находился в общей для всех снимков точке. Здесь заметно уже три объекта.                                                                |
|                                        |  | Усреднённое изображение, полученное на основе 5000 наиболее качественных снимков (10 % всей выборки) после операции, аналогичной описанной в предыдущем пункте. Заметно уменьшение окружающего объекты гало, обусловленного низкой астрономической видимостью. Становится явно различим диск Эйри вокруг наиболее яркого из объектов.          |
|                                        |  | Усреднённое изображение, полученное на основе 500 наиболее качественных снимков (1 % всей выборки) после уже описанного сдвига. Гало стало ещё меньше. Отношение сигнал-шум для ярчайшего объекта на этом изображении максимально. |

Разница между изображением, ограниченным условиями астрономической видимости (третье сверху) и полученным в результате обработки 1 % наилучших изображений действительно очень большая: обнаружена тройная система. Ярчайшая звезда в западной части изображения (справа) — звезда спектрального класса M4V с видимой звёздной величиной 14,9m. Эта звезда — опорный источник для метода удачных экспозиций. Более тусклые объекты — это звёзды классов M4.5 и M5.5. Расстояние до системы составляет около 45 пк. Диски Эйри, заметные на фотографиях, свидетельствуют о достижении дифракционного предела 2,2-метровым телескопом обсерватории Калар-Альто. Отношение сигнал-шум для точечных источников прямо пропорционально строгости отбора кадров, а интенсивность гало — обратно пропорциональна. Угловое расстояние между двумя ярчайшими объектами на фотографии составляет 0,53 угловых секунды, а между двумя наиболее тусклыми — 0,16 угловых секунды (на расстоянии 45 парсек последнее значение соответствует приблизительно 7,2 а. е. или 1 млрд километров).

## История
Приёмы метода удачных экспозиций, были впервые применены в середине 20 века, став популярными в 1950—1960-х годах (с использованием кинокамер, часто с электронно-оптическими преобразователями). Потребовалось 30 лет, чтобы технологии получения отдельных изображений развились настолько, что этот неочевидный метод стал применяться на практике. Первые числовые вычисления возможности получения удачных экспозиций были описаны Дэвидом Фрайдом в 1978 году.
В начале использования метода удачных экспозиций в основном предполагалось, что атмосфера смазывает астрофотографии. В этой работе полуширина размытия оценивалась и затем использовалась для оценки кадров.
Дальнейшие исследования использовали тот момент, что атмосфера на самом деле не размывает астрофотографии, а производит множество ложных копий изображения (функция рассеяния точки имеет пятна). Это оказалось важным шагом в развитии метода. С учётом этого были применены новые приёмы улучшения качества изображений, более эффективные чем те, которые предлагались исходя из предположения, что изображение размывается атмосферой.
В начале 21 века было обнаружено, что прерывистость турбулентности (и вызванные ей флуктуации астрономической видимости) могут значительно улучшить вероятность получения «удачной экспозиции» в условиях средней астрономической видимости.

## Комбинирование с системами адаптивной оптики
В 2007 году астрономы Калифорнийского технологического института и Кембриджского университета объявили о получении первых результатов гибридной системы, имеющей в своём составе систему адаптивной оптики и использующую метод удачных экспозиций. Новая камера позволила получить на телескопах диаметром порядка 5 метров в видимом диапазоне первые фотографии, разрешение которых было ограничено только дифракционным пределом. Исследования проводились на 5,08-метровом телескопе Хейла Паломарской обсерватории.
Этот телескоп, оснащённый системой адаптивной оптики и камерой, совместимой с методом удачных экспозиций, достиг разрешения, близкого к теоретическому пределу: 25 угловых микросекунд для некоторых видов наблюдений. По сравнению с космическими телескопами, например телескопом Хаббл, система всё ещё имеет недостатки, включающие узкое поле зрения в котором изображения получаются чёткими (обычно 10—20 угловых секунд), влияние на получаемые фотографии засветки от собственного свечения атмосферы и блокирование атмосферой электромагнитных помех.
При объединении с системой адаптивной оптики метод удачных экспозиций выбирает промежутки времени, когда снижается турбулентность, которую должна корректировать система адаптивной оптики. В эти промежутки времени, продолжающиеся малые доли секунды, поправки, вносимые системами адаптивной оптики достаточны для того, чтобы получить отличное разрешение в видимом диапазоне. Система, использующая метод удачных экспозиций совмещает изображения, полученные в течение периодов отличного разрешения, получая конечное изображение со значительно большим разрешением, чем обычное фотографирование. Качество получается на таком уровне, которое можно получить, при большой выдержке, только используя камеру с системой адаптивной оптики.
Комбинированный метод применим для получения изображений очень высокого разрешения только относительно маленьких астрономических объектов, имеющих диаметр до 10 угловых секунд, поскольку он ограничен точностью коррекции эффектов, вызываемых атмосферной турбулентностью. Также для использования этого метода необходимо наличие в поле зрения звезды со звёздной величиной не больше 14. Находящийся вне атмосферы телескоп Хаббл не ограничен этими условиями и поэтому способен получать изображения высокого разрешения в гораздо большей части небесной сферы.

## Популярность
Метод используется как любителями, так и профессиональными астрономами. Современные веб-камеры и видеокамеры имеют возможность захватывать кадры с малой выдержкой и большой скоростью, и при этом имеют достаточную для астрофотографии чувствительность. Эти устройства используются с телескопами, где на них методом сдвига-сложения получаются изображения, имеющие недостижимое ранее разрешение. Если при этом некоторые кадры не используются, то результат называют полученным методом удачных экспозиций.
Существует множество методов отбора изображений, такие как отбор по числу Штреля (англ. Strehl-selection), впервые предложенный Джоном Балдвином из Кембриджского университета, и отбор по контрастности изображения, использованный в методе выборочной реконструкции изображения Роном Дантовитцем.
Развитие и доступность фоточувствительных матриц с внутренним электронным умножением позволило получать первые высококачественные изображения тусклых объектов.

## Альтернативы
Существуют и другие методы, которыми можно получить разрешающую способность, превышающую предел, обусловленный атмосферными искажениями, например адаптивная оптика, интерферометрия, другие виды спекл-интерферометрии, а также использование космических телескопов, таких как телескоп Хаббл.